# Saperda candida
Saperda candida es una especie de escarabajo longicornio del género Saperda, subfamilia Lamiinae. Fue descrita científicamente por Fabricius en 1787.
Se distribuye por Alemania, Canadá y los Estados Unidos. Mide 10-21 milímetros de longitud. El período de vuelo ocurre en los meses de mayo, junio, julio, agosto y septiembre. Pasa 3 años en estado larvario dentro de la madera de los árboles. Las larvas se alimentan de la madera de los manzanos y otras plantas como Pyrus, Crataegus, Sorbus y Amelanchier.

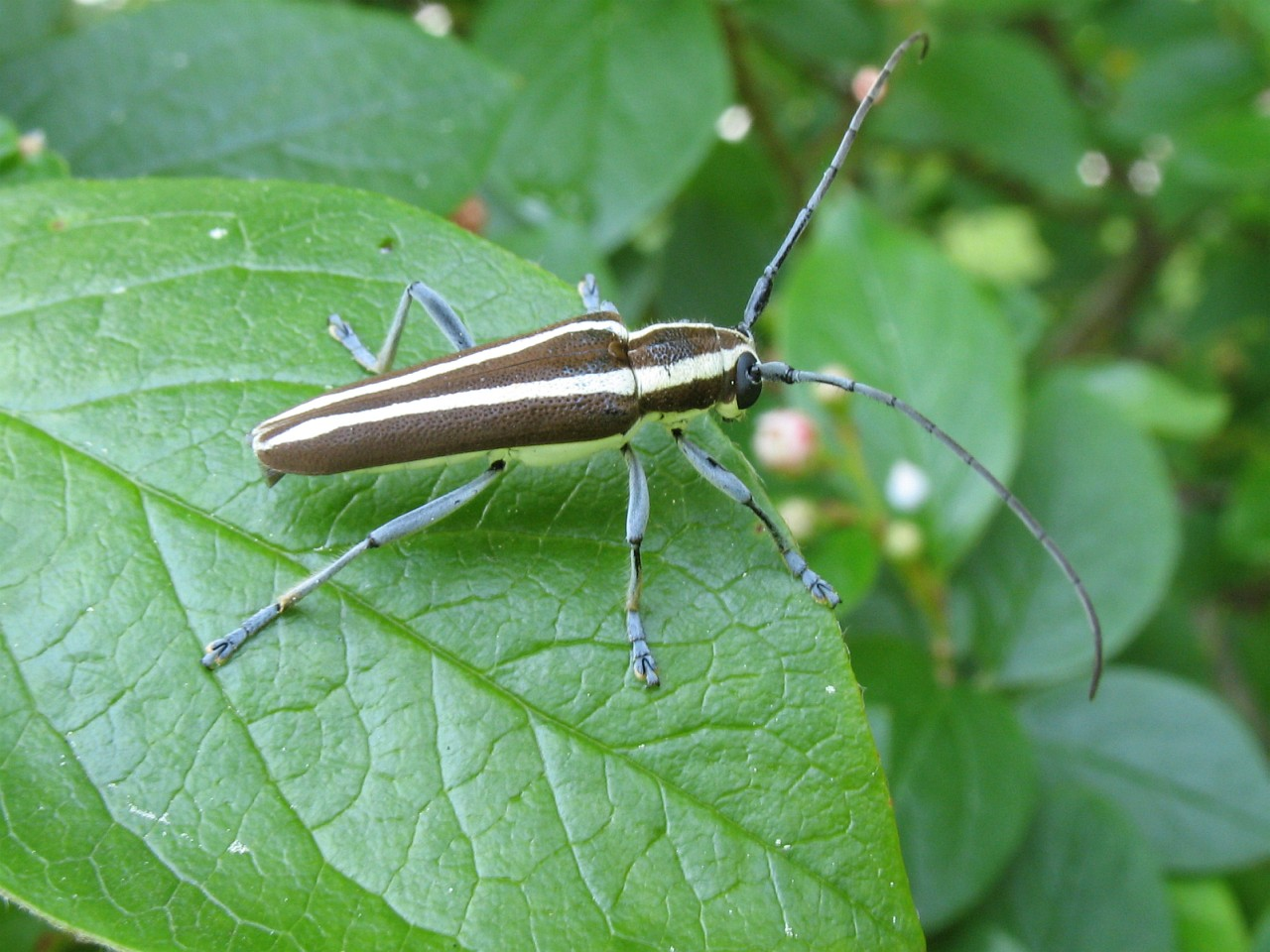
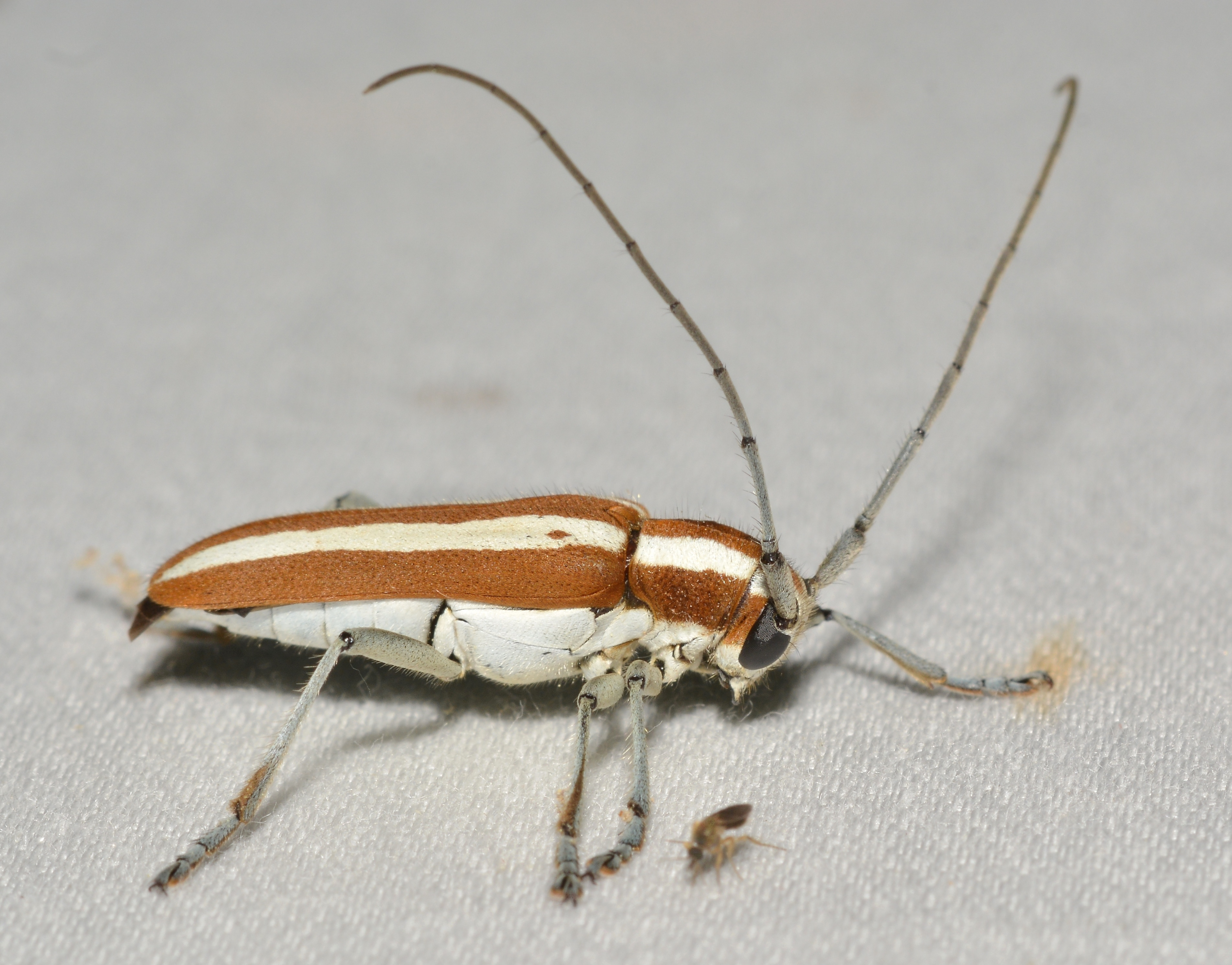
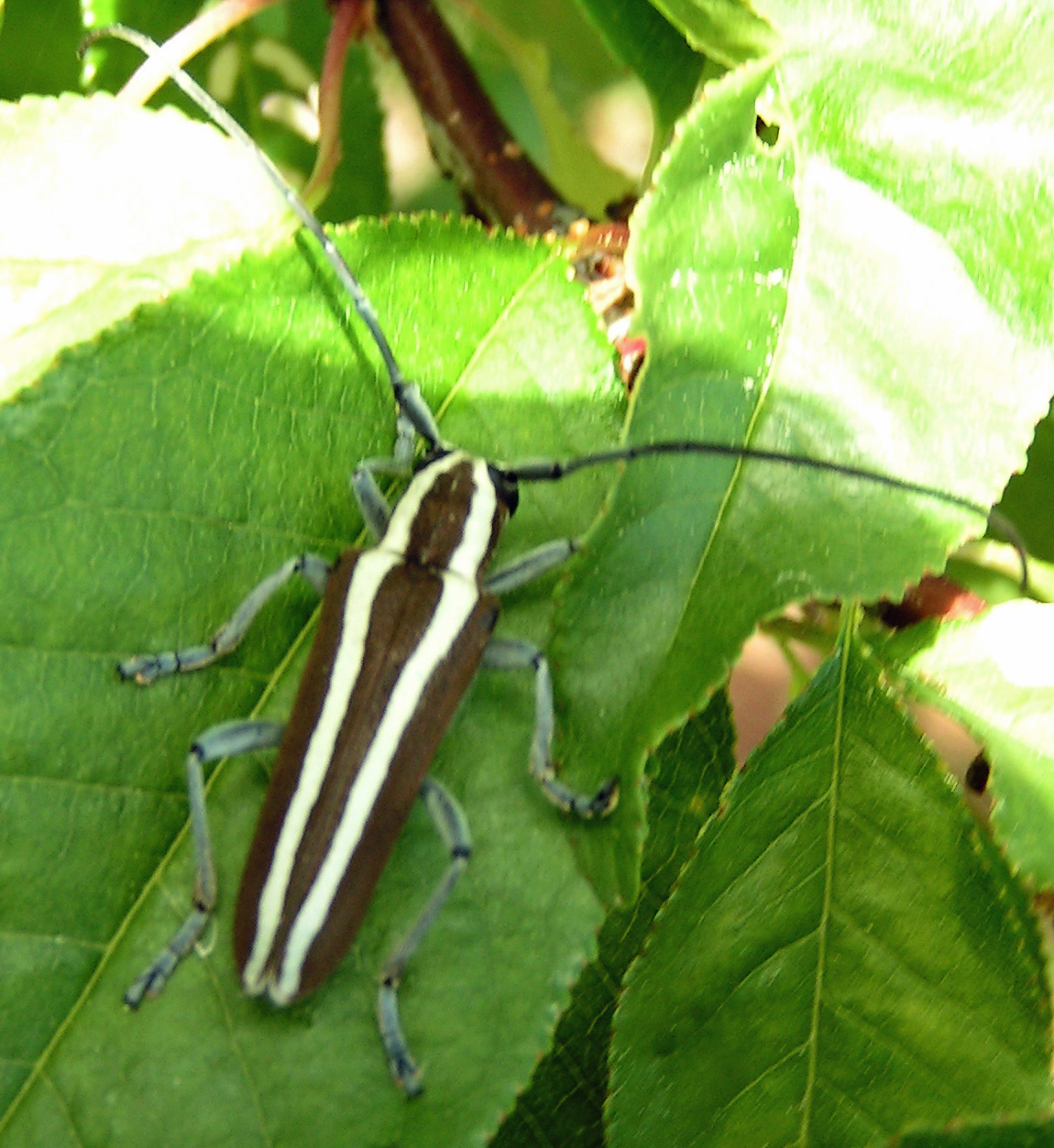
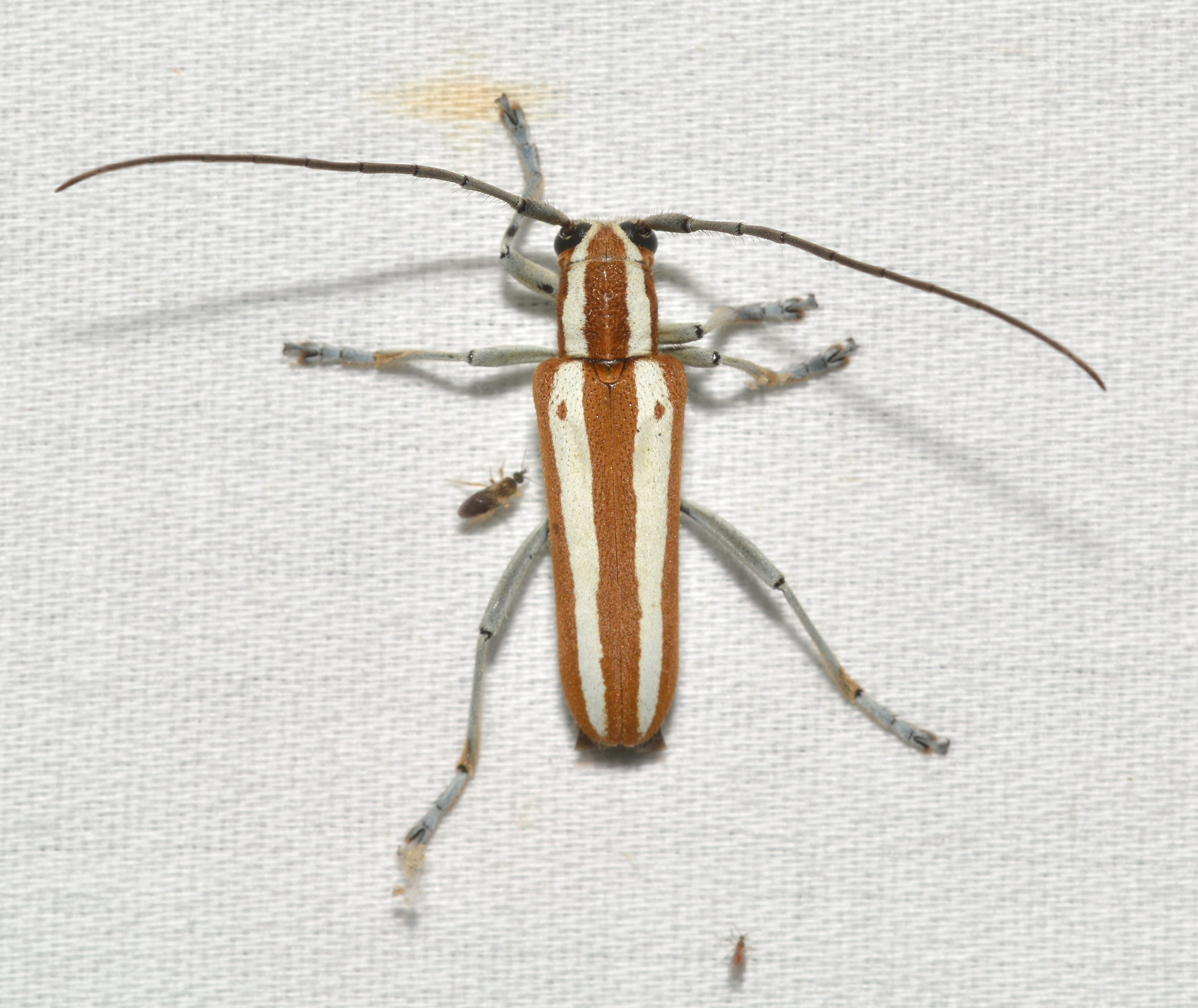